# Valentina Leskaj
Valentina Leskaj, née le 1er novembre 1948 à Tepelen (Albanie), est une femme politique albanaise. Membre du Parti socialiste, elle est ministre du Travail et des Affaires sociales entre 2002 et 2004 puis présidente de l'Assemblée par intérim en 2017.

## Biographie
Le 26 janvier 2015, elle est élue vice-présidente de l'Assemblée parlementaire du Conseil de l'Europe.